# 章伯森
章伯森（1914年3月17日—1995年），安徽桐城人。中华人民共和国政治人物。

## 生平
1938年加入中国共产党。曾任陕甘边区政府科长；中共承德县委宣传部部长；湖南省人民银行行长；湖南省财经委员会副主任，湖南省财贸办公室主任。1958年任湖南省副省长。1966年5月至1967年8月，担任中共湖南省委常委、中共湖南省委书记处候补书记。
1967年4月22日，章伯森发表声明，“亮相”支持造反派查封《湖南日报》。他还建议“工联”争取华国锋公开支持“工联”。1967年8月10日，中共中央发出《关于湖南问题的若干决定》，改组湖南省军区，成立以黎原、华国锋、章伯森等为首的湖南省革命委员会筹备小组，章伯森任副组长。后章伯森任湖南省革命委员会副主任。此后在湖南省革委会的权力斗争中被边缘化，挂职下放新田县。1974年成为中共湖南省委列席常委。1977年被停职审查。1984年，经中共中央批准，被开除党籍，撤销职务。1995年去世。